# Legion of Honor
Pour les articles homonymes, voir Légion d'honneur (homonymie).
Le Legion of Honor (anciennement California Palace of the Legion of Honor) est un musée d'art américain ouvert en 1924, situé à San Francisco, en Californie. Il fait partie du musée des Beaux-Arts de San Francisco.

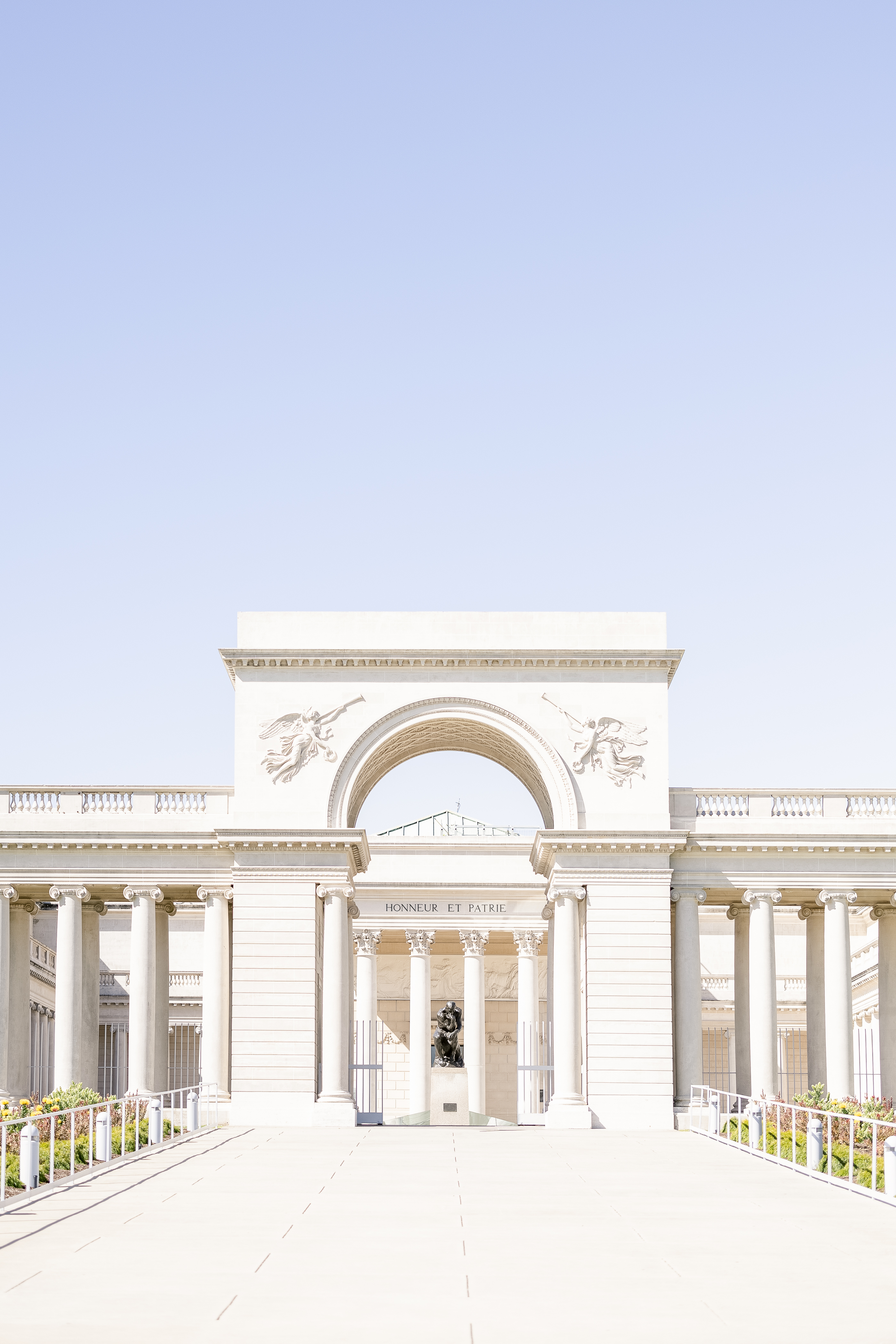
Crédit © Mathieu Pasques

## Situation
Le musée est situé dans le Lincoln Park, dans l'Ouest de la ville. La vue sur le pont du Golden Gate, la collection de quelque 80 œuvres de Rodin ainsi que son architecture, directement inspirée du musée de la Légion d'honneur de Paris, en font un endroit apprécié des touristes. Construit en souvenir des 3 600 soldats californiens morts en France pendant la Première Guerre mondiale, il ouvrit ses portes en 1924 grâce aux efforts et à la fortune de la famille Spreckels. 

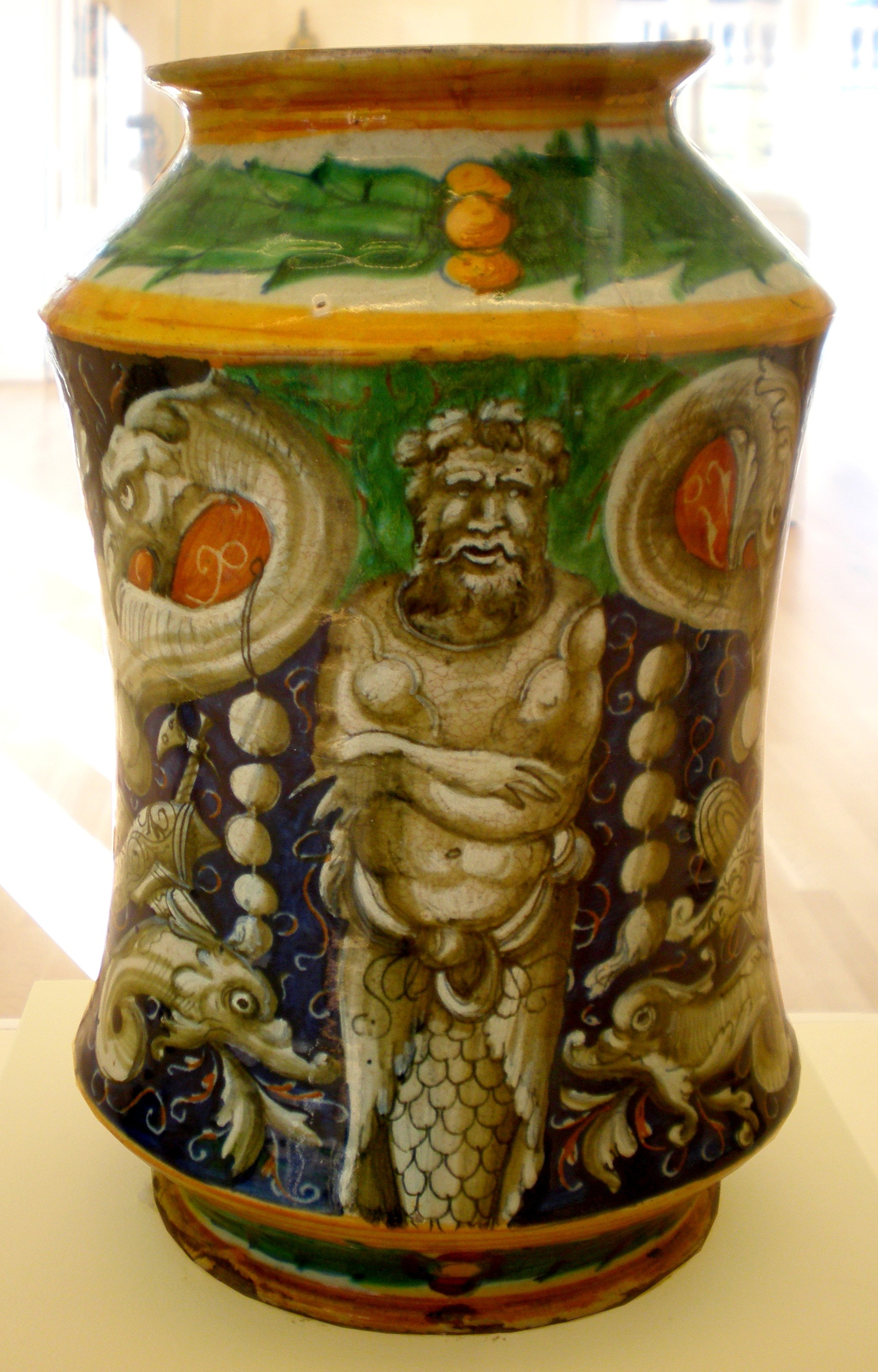
Albarelle Castel Durante, v. 1550-1555 (California Palace of the Legion of Honor).

Les collections sont variées (sculptures, objets, peintures de tous les continents et depuis le Moyen Âge). Les grands noms de la peinture y sont présents : Le Greco, Le Brun, Rubens, Rembrandt, David, Courbet, Monet (Grand Canal de Venise, Nymphéas), Degas, Renoir, Manet, Pissarro, Cézanne, Gauguin, Van Gogh, Picasso (L'Orateur), Henri Matisse, Salvador Dalí, Leonor Fini, etc. Des expositions temporaires y sont régulièrement organisées.

## Histoire du musée
En 1915, Alma Spreckels tomba en admiration devant le pavillon français construit pour l'exposition internationale de San Francisco. Ce bâtiment était la réplique du palais de la Légion d'honneur à Paris, élevé au XVIIIe siècle sur la rive gauche de la Seine et appelé à l'origine « hôtel de Salm ». Il avait été conçu par l'architecte Pierre Rousseau en 1782 pour le prince Frédéric III de Salm-Kyrbourg. Il fut ensuite acquis en 1804 par l'État pour y installer l'ordre de la Légion d'honneur.
Alma Spreckels, d'une famille d'origine française, persuada son mari, Adolph B. Spreckels, un magnat du sucre, de faire du bâtiment le nouveau musée d'art de la ville de San Francisco. Lorsque l'exposition de 1915 fut terminée, le gouvernement français donna l'autorisation d'édifier une réplique permanente ; mais la Première Guerre mondiale interrompit les travaux jusqu'en 1921.
Aménagé sur un site baptisé « le bout-du-monde » (Land's End), le musée ouvre ses portes le 11 novembre 1924 en mémoire des soldats californiens morts sur les champs de bataille du nord de la France.
L'architecte George Applegarth avait souhaité un musée moderne dans un modèle réduit aux trois-quarts du bâtiment original de Paris. Il a été rénové et agrandi par Edward Larrabee Barnes et Mark Cavagnero entre 1992 et 1995 pour renforcer sa structure, travaux rendus nécessaires par le risque sismique dans la région.

## Œuvres importantes

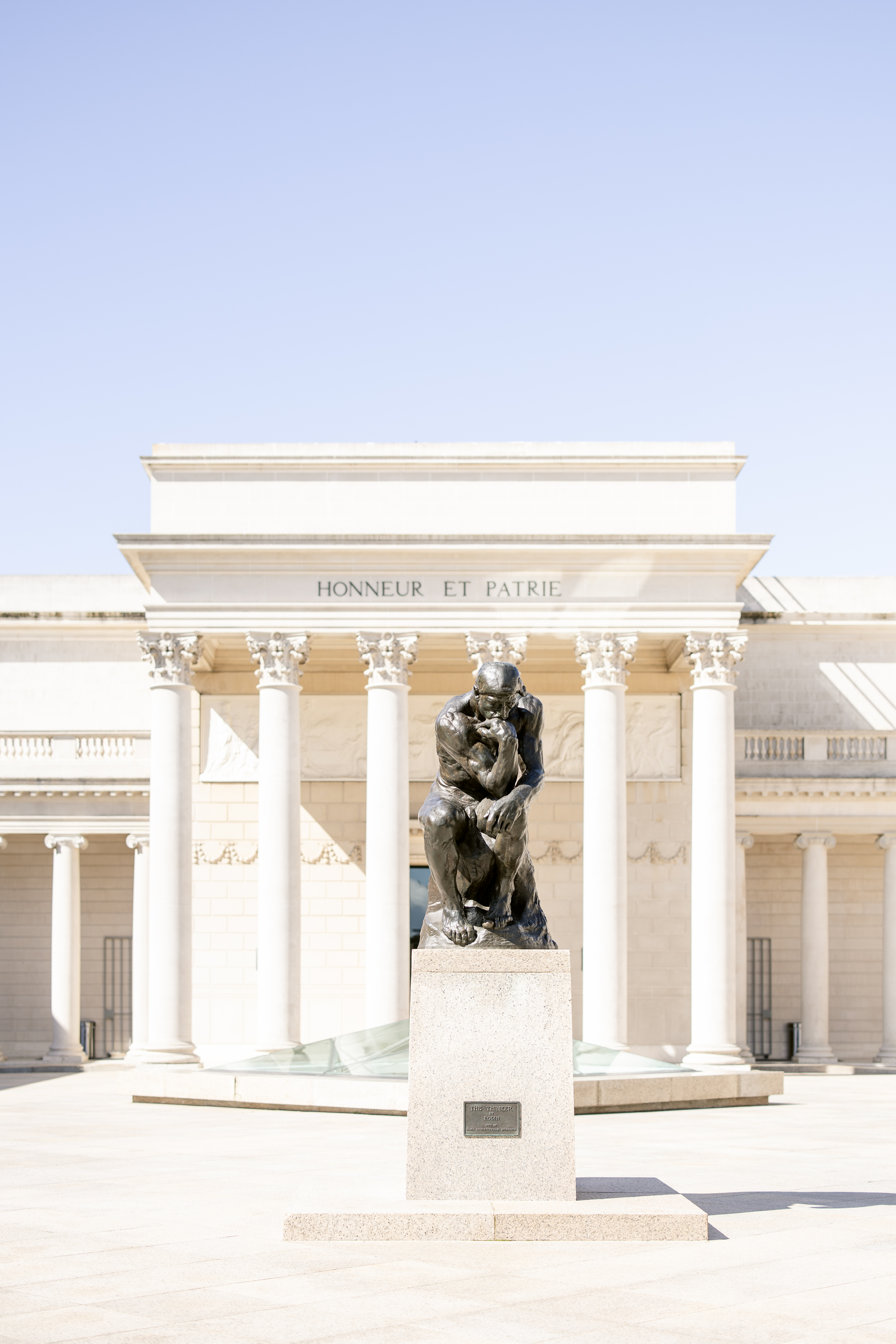
Le Penseur

- Sarcophage égyptien anthropomorphe, v. 664/343 av. J.-C., bois de cèdre. Don de Diane B. Wilsey.
- Vierge à l'Enfant avec Putti, Andrea della Robbia, v. 1490-1495, relief en terre-cuite émaillée (terracotta invetriata).
- Portrait de Bianca degli Utili Maselli et de ses enfants, Lavinia Fontana, vers 1604-1605.
- Vieillard, Georges de La Tour, vers 1618-1619.
- Vieille Femme, Georges de La Tour, vers 1618-1619.
- Portrait de Désiré Dihau, Edgar Degas, 1870.
- Madame Clémentine Stora en costume algérien, Auguste Renoir, 1870.
- L'Âge d'airain, Auguste Rodin, 1875.
- L'Amour et la Jeune Fille, John Roddam Spencer Stanhope, 1877.
- Le Baiser, Auguste Rodin, 1884.
- La Tour Eiffel, Georges Seurat, 1889.
- Le Grand Canal, Claude Monet, 1908.
- Les Nymphéas, Claude Monet, 1914.

## Galerie

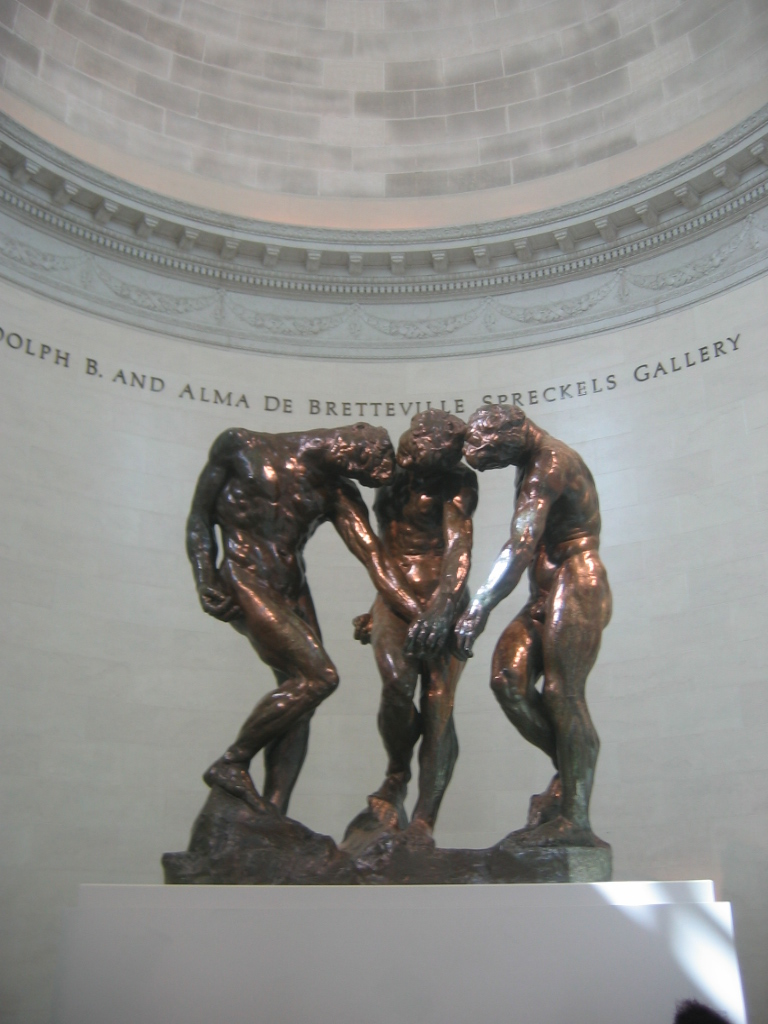
Les Trois Ombres, Rodin.
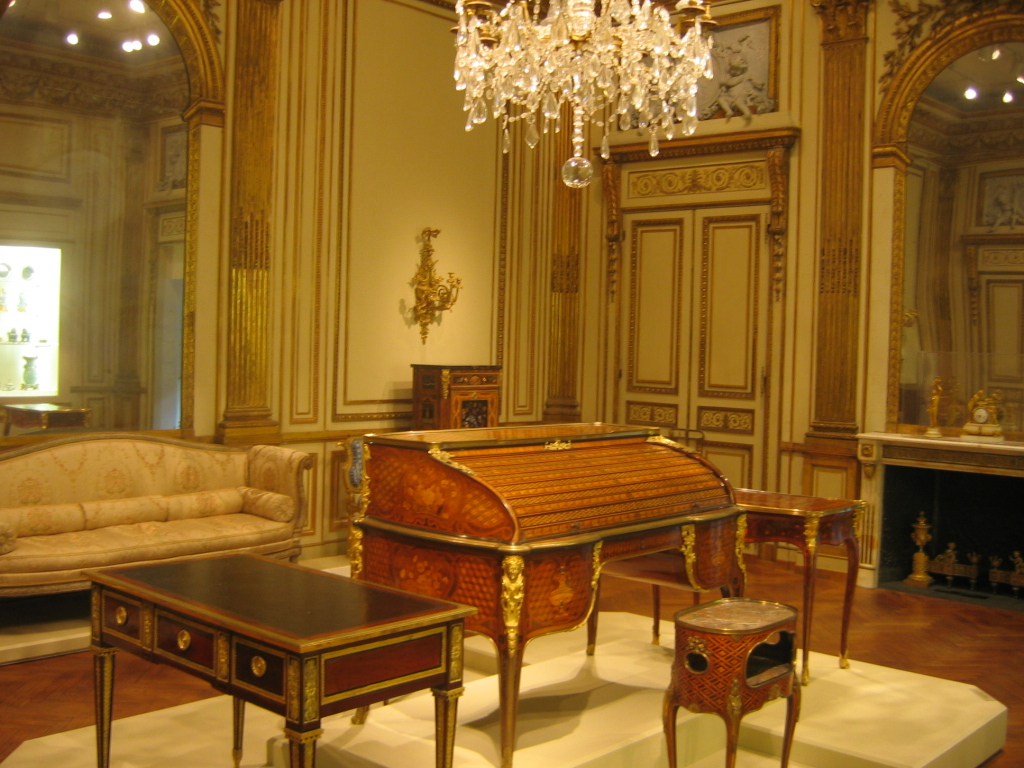
Salle Louis XVI.
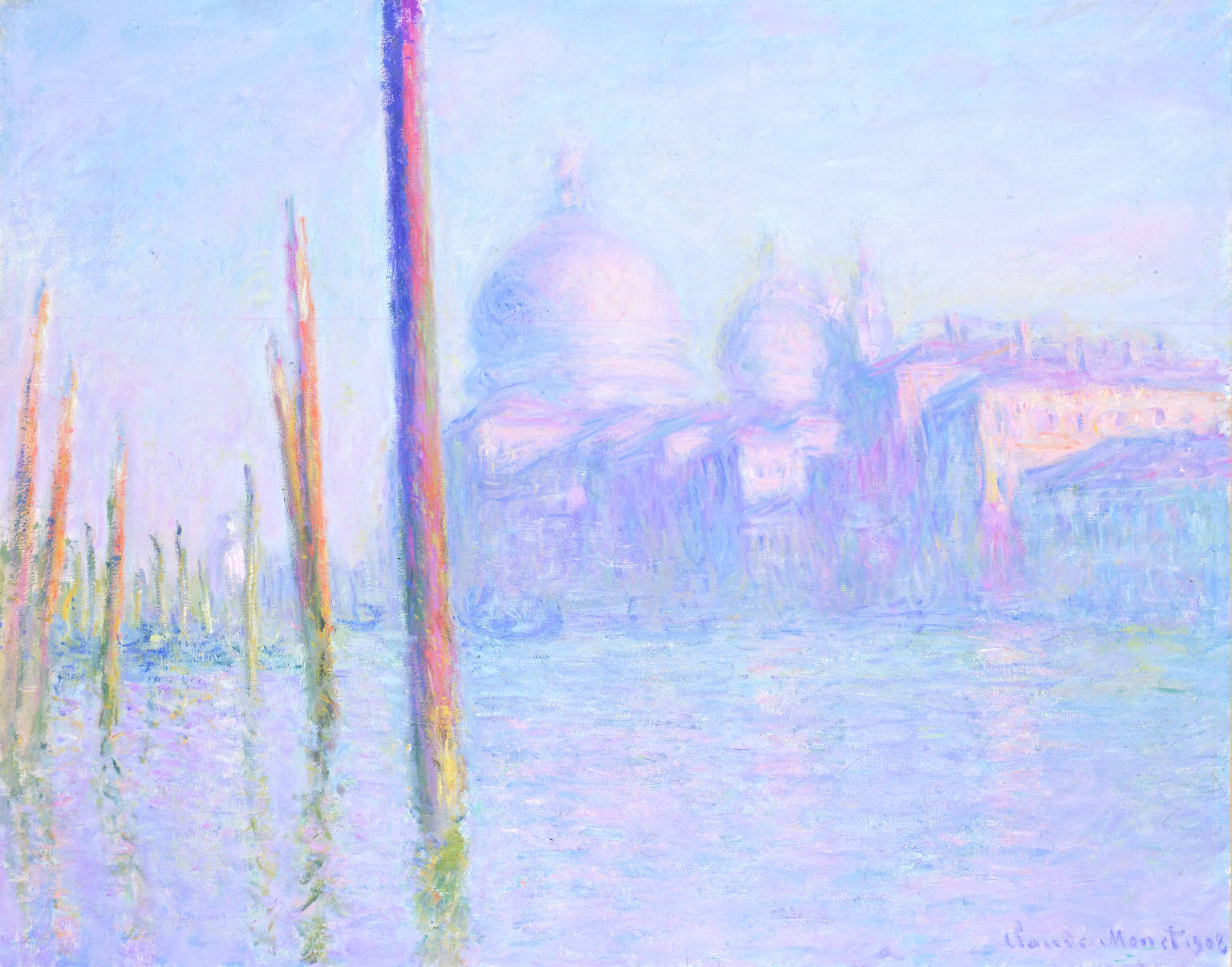
Le Grand Canal, Claude Monet, 1908.
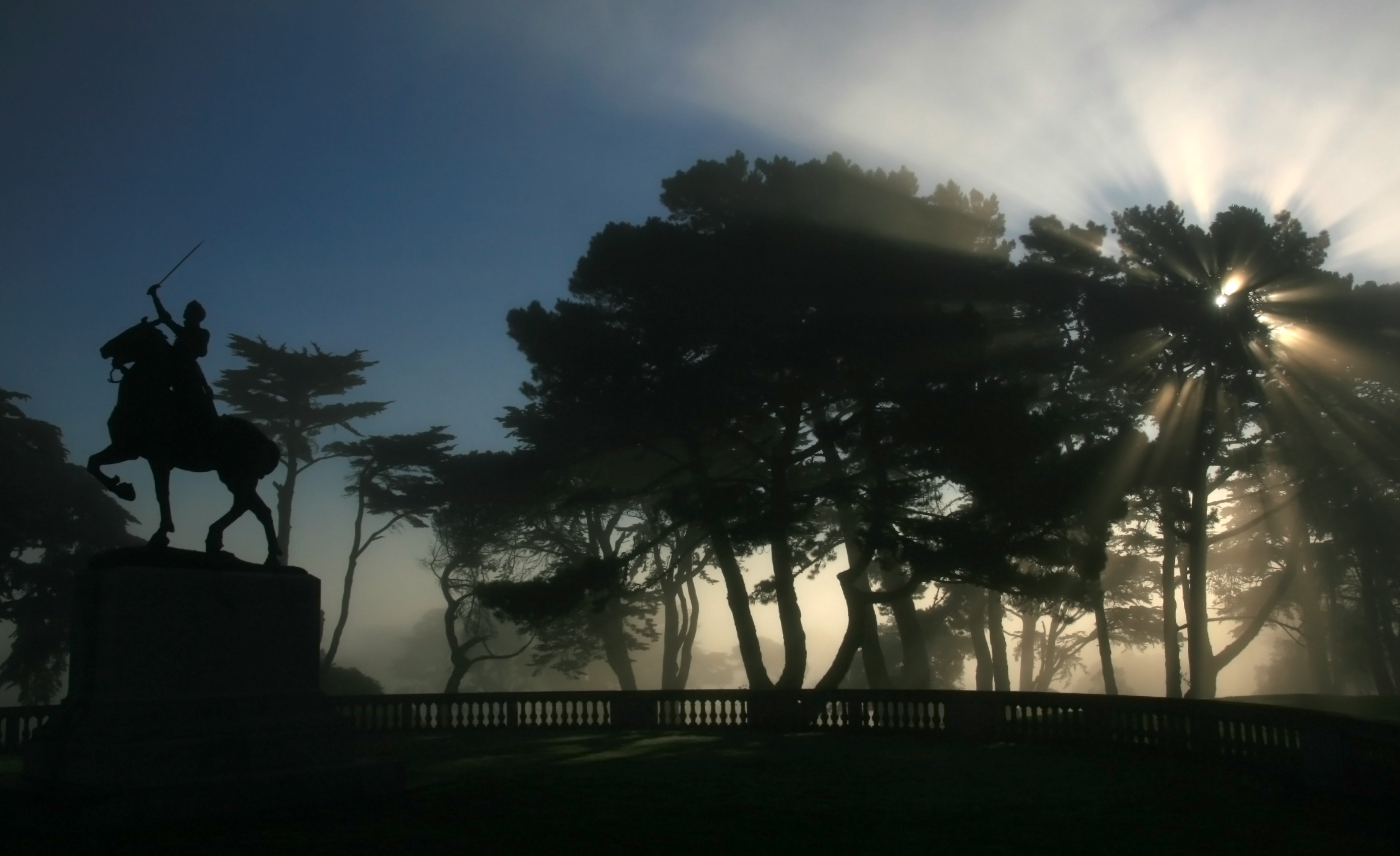
Statue équestre de Jeanne d'Arc triomphante, éclairée par des rayons crépusculaires.
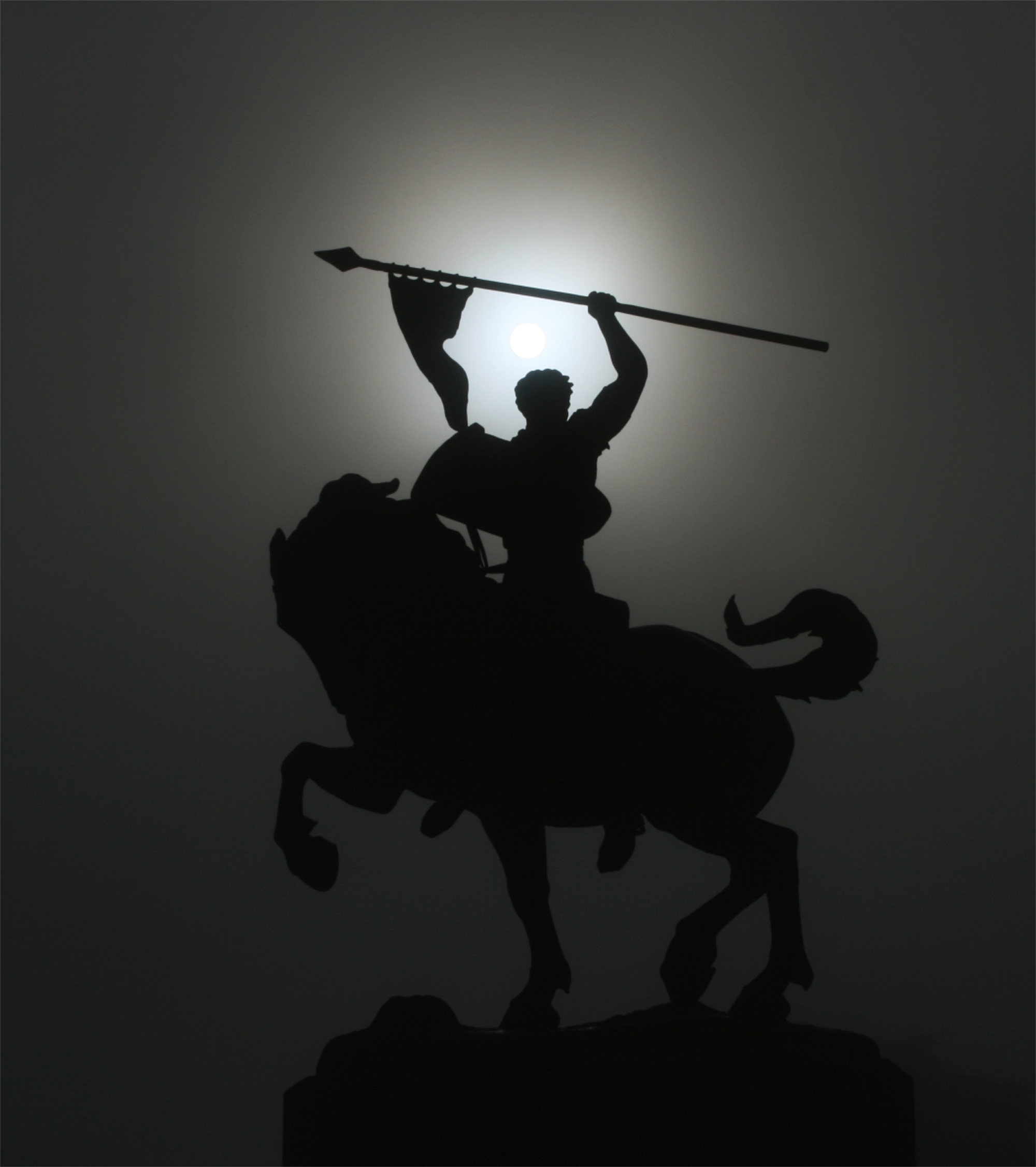
Couronne apparaissant derrière la statue de Rodrigo Díaz de Vivar (œuvre d'Anna Hyatt Huntington).
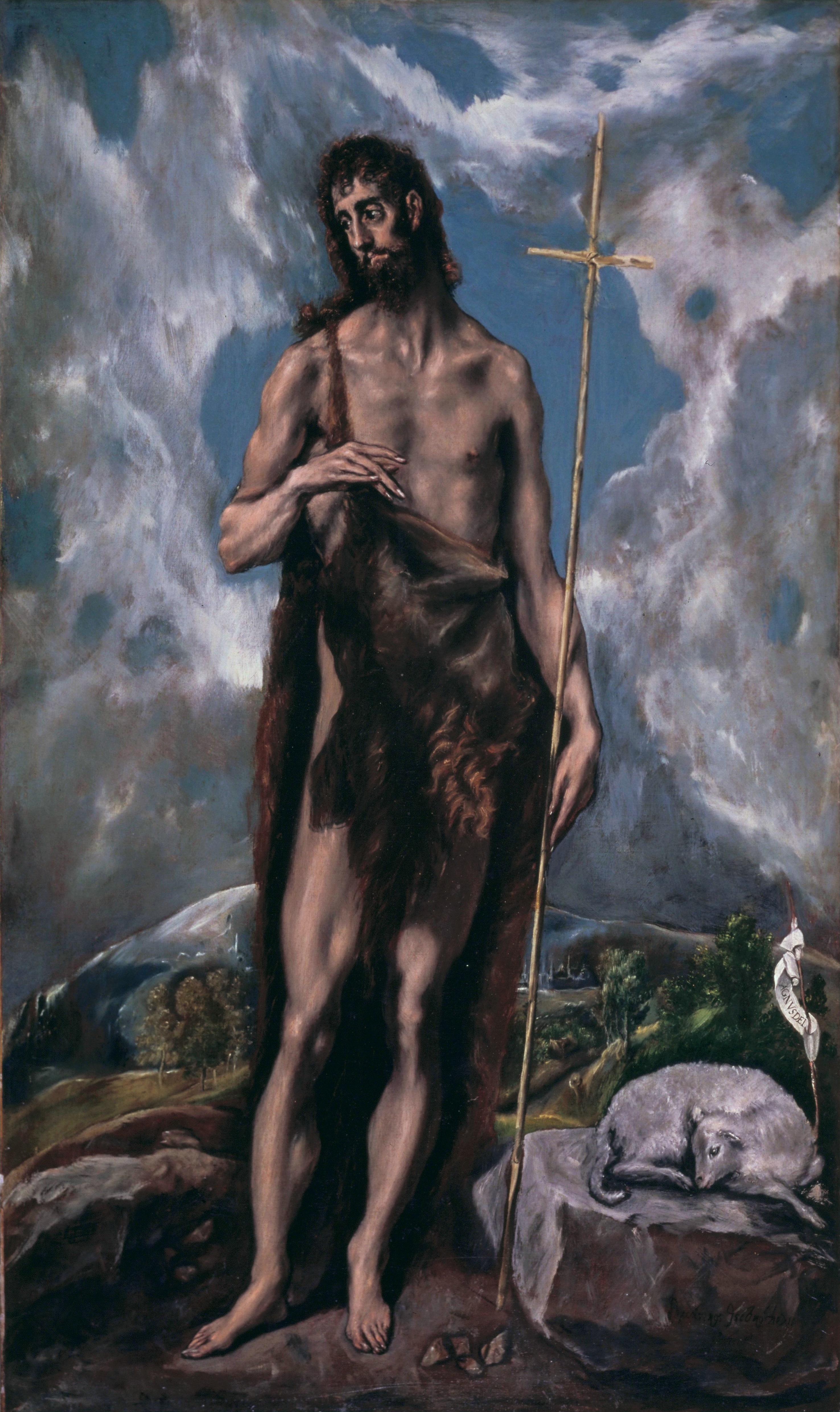
Jean le Baptiste, c. 1600, du Greco.